# 대한민국 형법 제48조
대한민국 형법 제48조는 몰수의 대상과 추징에 대한 형법총칙의 조문이다.

## 조문
제48조(몰수의 대상과 추징) ① 범인이외의 자의 소유에 속하지 아니하거나 범죄후 범인이외의 자가 정을 알면서 취득한 다음 기재의 물건은 전부 또는 일부를 몰수할 수 있다.
1. 범죄행위에 제공하였거나 제공하려고 한 물건.
2. 범죄행위로 인하여 생하였거나 이로 인하여 취득한 물건.
3. 전 2호의 대가로 취득한 물건.
②전항에 기재한 물건을 몰수하기 불능한 때에는 그 가액을 추징한다.
③문서, 도화, 전자기록등 특수매체기록 또는 유가증권의 일부가 몰수에 해당하는 때에는 그 부분을 폐기한다.  <개정 1995.12.29.>

第48條(沒收의 對象과 追徵) ① 犯人以外의 者의 所有에 屬하지 아니하거나 犯罪後 犯人以外의 者가 情을 알면서 取得한 다음 記載의 物件은 全部 또는 一部를 沒收할 수 있다.
1. 犯罪行爲에 提供하였거나 提供하려고 한 物件.
2. 犯罪行爲로 因하여 生하였거나 이로 因하여 取得한 物件.
3. 前 2號의 對價로 取得한 物件.
②前項에 記載한 物件을 沒收하기 不能한 때에는 그 價額을 追徵한다.
③文書, 圖畵, 電磁記錄등 特殊媒體記錄 또는 有價證券의 一部가 沒收에 該當하는 때에는 그 部分을 廢棄한다. <改正 1995.12.29.>

## 참고 문헌
- 신이철, 형법총론, 경찰승진연구회, 2005. ISBN 9788988777886
- 조현욱, 형법총론강의, 진원사, 2008 ISBN 9788990904621
- 손동권, 형법총론, 栗谷出版社, 2011. ISBN 9788991830936